# Mlýn Krcál
Mlýn Krcál v Novém Kníně v okrese Příbram je vodní mlýn, který stojí v severní části obce na Voznickém potoce před jeho soutokem s Kocábou. Je chráněn jako nemovitá kulturní památka České republiky.

## Historie
Mlýn má v kartuši ve vrcholu jižního štítu uveden letopočet 1792.

## Popis
Zděný patrový mlýn má zdivo z lomového kamene a ve štítech zdivo cihelné. Stojí na obdélném půdorysu, jeho mansardová střecha je kryta bobrovkami. Architektonicky nejcennější jsou oba zděné štíty, které jsou po stranách vykrajované s bohatým, pozdně barokním štukováním. K silnici orientované přízemí vyplňuje mlýnice se zbytky původní stolice, obytné prostory v severní části obsahují valeně klenutou kuchyň s výsečemi a neklenutou světnici se štukovými rámci.
Voda do vantrok a poté na vodní kolo vedla náhonem z nevelké akumulační nádrže za mlýnem přes stavidlo na jižním konci její hráze, přebytečná voda pak přes stavidlo na severním konci hráze. Podle vodních knih zde byla dvě vodní kola na vrchní vodu a průměru 2,5 metru.